# ボニー・アーロンズ
ボニー・アーロンズ（Bonnie Aarons、1979年6月3日 - ）は、アメリカ合衆国の女優、脚本家、プロデューサー。

## 概要
1979年、アメリカ合衆国カリフォルニア州ロサンゼルスにて誕生。
ニューヨークにある演技学校に通っていたが、目と鼻を見て「映画に出演できない」とよく言われていたという。
ヨーロッパでは短編映画やコマーシャルに出演する仕事を見つけた。
1994年、アメリカ映画『エデンへの出口』が公開され、売春婦を演じる（登場シーンは数秒）。
その後、ロジャー・コーマン監督の「刑務所の女性」をテーマにした映画に出演した。
多数の人気ホラー映画で端役を担当していた。

## 主な出演作品
- 1994年 - Exit to Eden
- 1995年 - Caged Heat 3000
- 1996年 - Dear God
- 1998年 - Sweet Jane
- 2001年 - マルホランド・ドライブ
- 2001年 - プリティ・プリンセス
- 2001年 - 愛しのローズマリー
- 2003年 - Specter's Rock
- 2004年 - プリティ・プリンセス2/ロイヤル・ウェディング
- 2006年 - Wristcutters: A Love Story
- 2007年 - I Know Who Killed Me
- 2007年 - InAlienable
- 2008年 - ヘルライド
- 2008年 - One, Two, Many
- 2009年 - スペル
- 2010年 - バレンタインデー
- 2010年 - Dahmer vs. Gacy
- 2010年 - ザ・ファイター
- 2012年 - 世界にひとつのプレイブック
- 2015年 - Accidental Love
- 2016年 - 死霊館 エンフィールド事件
- 2017年 - アナベル 死霊人形の誕生
- 2018年 - 死霊館のシスター
- 2018年 - Adi Shankar's Gods and Secrets
- 2021年 - Jakob's Wife
- 2023年 - 死霊館のシスター 呪いの秘密